# Gencsy Egyed
Gencsy Egyed (? - Győr, 1684) pannonhalmi főapát.

## Életrajza
Gencsy Egyed születési helyéről és idejéről pontos adatok nem maradtak fenn, kisnemesi családban valószínűleg a Vas vármegyei Nagygencsen született. 1667-től pannonhalmi főaát, Pannonhalmáról növendékeket küldött a nagyszombati és salzburgi egyetemekre. Nagyszombatba az 1671/72-es tanévben küldte az első növendékeket. Plébániákat szervezett, búcsújárást rendezett Pannonhalmára. A Pozsony vármegyei Modorban az elűzött protestánsok helyén átvette egy plébánia és egy gimnázium vezetését. Nagyszombatban is átvett egy plébániát, de azt hamarosan újra elvesztette a rend. 
Fennmaradt magyar nyelvű, igen ízes levelezése a török bégekkel, többnyire a székesfehérvári béggel. A török is elismerte őt a környékbeli jobbágyok urának és szószólójának. A Győr környéki vargákat céhekbe tömörítette és szabályokat iratott számukra. Győrben levő háza (apátúr-ház), a pannonhalmi főapátok győri székhelye lett. Az ő idejében Kara Musztafa török hadvezér Bécs ellen vonulva 1683-ban elfoglalta Pannonhalmát is, de hamarosan visszavonult.
1684-ben Győrben érte a halál, ott is temették el a székesegyházban.